# Layan (Tangse)
Layan is een bestuurslaag in het regentschap Pidie van de provincie Atjeh, Indonesië. Layan telt 552 inwoners (volkstelling 2010).